# مصفوفة دي إن إيه دقيقة

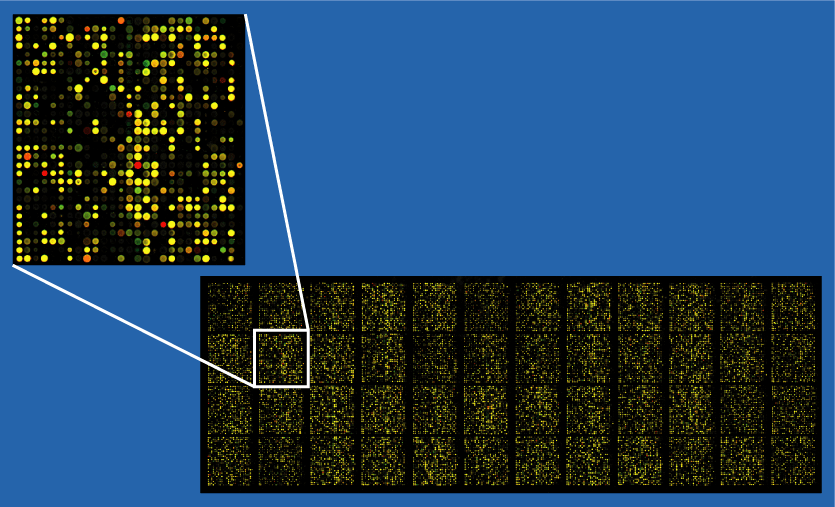
مصفوفة دنا دقيقة تحتوي حوالي 40000 مسبار تهجين، مع تكبير جزء منها لإظهار التفاصيل.

مصفوفة دنا دقيقة (بالإنجليزية: DNA Microarray)‏ هي تقنية جزيئية يتم استخدامها في الأبحاث العلمية لعدة أغراض كدراسة التعبير الجيني، أو دراسة تأثير دواء ما على المرضى وغيرها العديد من التطبيقات. يتم عرض نتائج الفحص على شكل مصفوفات دقيقة مضاءة بألوان مختلفة حسب التهجين.
مبدأ هذه التقنية يعتمد على عملية التهجين بين المادة (الدنا) المراد دراستها مع آلاف الجينات الموجودة على رقاقة زجاجية أو بلاستيكية صغيرة تسمى برقاقة الدنا. تحوي هذه الرقاقة على العديد من قطع الدنا تعرف باسم مسابر الدنا. هذه المسابر ماهي إلا عبارة عن تسلسل معروف ومعين من النيوكليوتيدات ويمثل جزء من مورثة معينة.

## المبدأ

تهجين (ترابط قاعدي) للتسلسل الهدف مع تسلسل المسبار.

المبدأ الأساسي خلف المصفوفات الدقيقة هو التهجين (الترابط القاعدي) بين سلسلتي دنا، أي خاصية التكامل بين سلاسل الأحماض النووية وتشكيل لوالب مزدوجة عبر تكوين روابط هيدروجينية بين القواعد النووية المتكاملة. كلما زادت أزواج القواعد المترابطة في تسلسل نوكليوتيدي زادت قوة الترابط (غير التساهمي) بين السلسلتين. بعد غسل وإزالة السلاسل المترابطة بشكل غير متكامل لا تبقى سوى السلاسل المزدوجة المرتبطة بقوة. ترتبط التسلسلات الهدف الموسومة بالفلورية بتسلسل مسبار مثبت على المصفوفة وتولد إشارة تعتمد على ظروف التهجين (مثل الحرارة) والغسيل بعد التهجين. تعتمد قوة الإشارة المنبعثة من بقعة في المصفوفة على كمية التسلسلات الهدف المرتبطة بالمسابير في تلك البقعة. تستخدم المصفوفات الدقيقة التكميم النسبي الذي تتم فيه مقارنة شدة ميزة ما مع شدة نفس الميزة تحت ظرف آخر مختلف، وتعرف هوية الميزة عبر موقعها في المصفوفة.

## وصلات خارجية
- أنيمي طريقة عمل رقاقة الدنا وعمل المصفوفات الدنا الصغيرة
- أنيمي يوضح مبدأ تقنية المصفوفات الصغيرة